# Österreichischer Segel-Verband
Der Österreichische Segel-Verband (OeSV) oder ASF – Austrian Sailing Federation ist die Interessenvertretung der österreichischen Segler und Seglerinnen mit Sitz in Neusiedl am See. Er vertritt und fördert seit 1946 die Interessen des österreichischen Segelsports. Als Fachverband setzt man sich gemeinsam mit den Vereinen, Verbänden und Klassenvereinigungen für alle segelnden, surfenden, kitenden und foilenden Sportler und Sportlerinnen ein.
Der Österreichische Segel-Verband vertritt Österreich im Weltdachverband für Segelsport, der World Sailing, und ist Mitglied des Nationalen Österreichischen Olympischen Komitees. Er unterstützt die Veranstalter von Regatten, Meisterschaften und Fortbildungen, führt Prüfungen für Segelführerscheine durch und stellt Yachtzertifikate aus.
Zur Unterstützung des Segelsportes in Österreich betreibt der Verband das 2002 gegründete Bundesleistungszentrum für Segeln und Surfen in Neusiedl am See mit dem Ziel, Spitzensportlern und jungen Talenten optimale Trainingsmöglichkeiten zu bieten.
Der Österreichische Segel-Verband führt eine Liste mit österreichischen Klassenvereinigungen.
Der Verband veranstaltet bspw. die Österreichische Segelbundesliga und die Österreichische Jugendmeisterschaft. Letztere ist das gemeinsam Kräftemessen der gängigsten Jugendsegelklassen und findet jedes Jahr an einem anderen See statt.

## Geschichte
Gegründet wurde der OeSV 1946 von einem Proponenten-Komitee unter der Leitung von Viktor Fous.

## Gremien und Aktuelles Präsidium
Das Präsidium wird üblicherweise für jede Olympiade neu gewählt, also jeweils nach den Olympischen Sommerspielen.
Präsidiumsmitglieder für die Periode 2025–2028
| Präsident       | Dieter Schneider     | UYCNs (B)  | seit 02.04.2022 | Vizepräsident 20.03.2021 – 02.04.2022 |
| Vizepräsident   | Laurent Kolly        | NCA (STMK) | seit 02.04.2022 | Mitglied 20.03.2021 – 02.04.2022      |
| Vizepräsidentin | Sabrina Stückler     | SCS (OÖ)   | seit 23.11.2024 | Mitglied seit 07.04.2024              |
| Mitglied        | Günter Fossler       | WYC (W)    | seit 20.03.2021 |                                       |
| Mitglied        | Wolfgang Mayrhofer   | UYCNs (B)  | seit 20.03.2021 |                                       |
| Mitglied        | Gabriele Kiesselbach | PSVW (W)   | ab 23.11.2024   |                                       |
| Mitglied        | Tobias Drugowitsch   | NCA (STMK) | ab 07.04.2024   |                                       |

## Olympischer Spitzensport
Die Spiele 2000 in Sydney, 2004 in Athen und 2024 in Paris (die Segelbewerbe fanden in Marseille statt) waren die erfolgreichsten in der Geschichte des Österreichischen Segel-Verbands und bescheren dem OeSV einen Spitzenplatz sowohl im Ranking der Sommersportverbände in Österreich als auch der Segelverbände im internationalen Feld.
2000 in Sydney gewinnen Roman Hagara mit Hans-Peter Steinacher Gold im Tornado sowie Christoph Sieber Gold im Windsurfen.
2004 in Athen wiederholen Hagara/Steinacher ihren Triumph, weiters holt Andreas Geritzer Silber im Laser.
2016 in Rio holen Tom Zajac und Tanja Frank Bronze in der Mixed Klasse Nacra17.
2024 holen Lara Vadlau und Lukas Mähr Gold im 470er, der erst 23-jährige Valentin Bontus gewinnt die erste olympische Regatta im Kite.
Bereits in den 80er Jahren hatten Wolfgang Mayrhofer (Finn), sowie Hubert Raudaschl einmal mit Karl Ferstl im Star und einmal in der Finn Klasse drei olympische Silbermedaillen geholt.
| Vorname          | Nachname          | Klasse       | Ort               | Jahr | Gold | Silber | Bronze |
| ---------------- | ----------------- | ------------ | ----------------- | ---- | ---- | ------ | ------ |
| Valentin         | Bontus            | Formula Kite | Paris (Marseille) | 2024 | 1    |        |        |
| Lara/Lukas       | Vadlau/Mähr       | 470er mixed  | Paris (Marseille) | 2024 | 1    |        |        |
| Thomas/Tanja     | Zajac/Frank       | Nacra 17     | Rio de Janeiro    | 2016 |      |        | 1      |
| Andreas          | Geritzer          | Laser        | Athen             | 2004 | 1    |        |        |
| Roman/Hans-Peter | Hagara/Steinacher | Tornado      | Athen             | 2004 | 1    |        |        |
| Christoph        | Sieber            | Windsurfen   | Sydney            | 2000 | 1    |        |        |
| Roman/Hans-Peter | Hagara/Steinacher | Tornado      | Sydney            | 2000 | 1    |        |        |
| Wolfgang         | Mayrhofer         | Finn         | Moskau (Tallinn)  | 1980 |      | 1      |        |
| Hubert/Karl      | Raudaschl/Ferstl  | Star         | Moskau (Tallinn)  | 1980 |      | 1      |        |
| Hubert           | Raudaschl         | Finn         | Mexiko            | 1968 |      | 1      |        |

## Präsidenten
- Viktor Fous (1946–1948)
- Rudolf Nemetschke (1948–1977)
- Carl Auteried (1977–1979)
- Kurt Czajka (1979–1987)
- Manfred Piso (1987–2001), Ehrenpräsident
- Clemens Kellner (2001–2009)
- Rainer Kornfeld (2009–2012)
- Herbert Houf (2012–2022), Ehrenpräsident
- Dieter Schneider (seit 2022)